# Tromper le silence
Pour plus de détails, voir Fiche technique et Distribution.
Tromper le silence est un film québécois réalisé par Julie Hivon sorti en salle le 3 septembre 2010.

## Synopsis
Viviane, photographe, qui avait pour sujet son frère Frédéric, se retrouve seule après une dispute. En panne d'inspiration, elle rencontre Guillaume, un mécanicien, qui a la même force farouche que Frédéric.

## Fiche technique
- Titre original : Tromper le silence
- Réalisation : Julie Hivon
- Scénario : Julie Hivon
- Musique : Serge Nakauchi Pelletier, Alexandre Désilets
- Direction artistique : Éric Barbeau
- Costumes : Julia Patkos
- Coiffure :Ann-Louise Landry
- Maquillage : Marie-France Guy
- Photographie : Claudine Sauvé
- Son : Martyne Morin, Martin Allard, Luc Boudrias
- Montage : Natalie Lamoureux
- Production : Julie Hivon, Sylvain Corbeil
- Société de production : Les Films de l'autre
- Sociétés de distribution : Les Films Séville, Les Films Christal
- Budget : 1,1 million de dollars[1]
- Pays d'origine :  Canada
- Langue originale : français
- Format : couleur
- Genre : Drame psychologique
- Durée : 103 minutes
- Dates de sortie :
  - Canada : 30 août 2010  (première - Festival des films du monde de Montréal)
  - Canada : 3 septembre 2010  (sortie en salle au Québec)
  - Corée du Sud : 10 octobre 2010  (Festival international du film de Busan)
  - Canada : 15 février 2011  (DVD)

## Distribution
- Suzanne Clément : Viviane Langevin
- Maxime Dumontier : Guillaume Gauthier
- Sophie Cadieux : Évelyne Lamoureux
- Sébastien Huberdeau : Frédéric Langevin
- Benoît Gouin : Benoit Messier
- Pascale Montpetit : Pauline Gauthier
- Claude Prégent : Robert Gauthier
- Thomas Lalonde : Xavier Gauthier